# Rohr b. Olten
| SO ist das Kürzel für den Kanton Solothurn in der Schweiz. Es wird verwendet, um Verwechslungen mit anderen Einträgen des Namens Rohr zu vermeiden. |

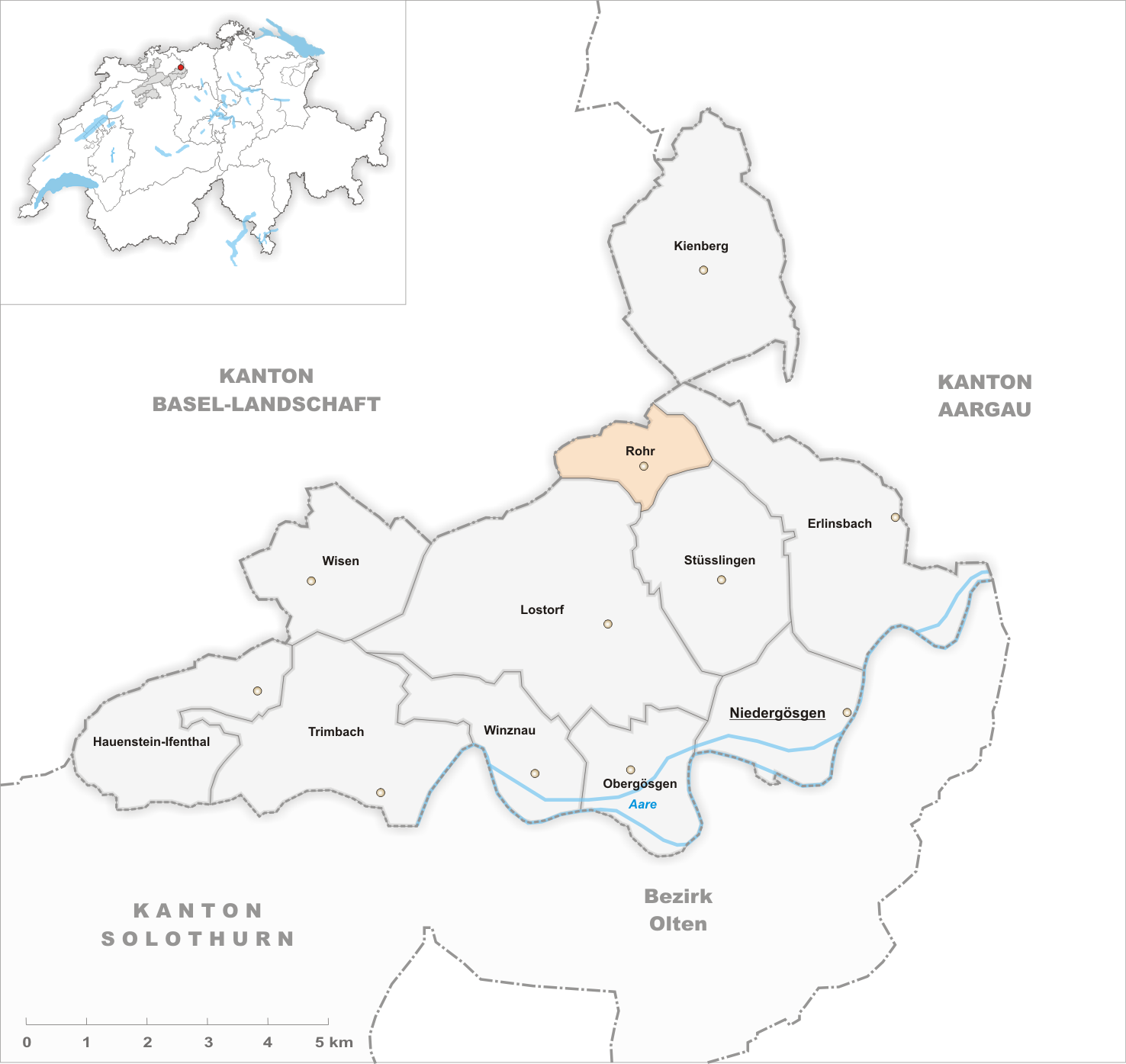
Gemeindestand vor der Fusion am 1. Januar 2021

Rohr (amtlich «Rohr b. Olten») ist eine Ortschaft in der Gemeinde Stüsslingen im Bezirk Gösgen des Kantons Solothurn in der Schweiz. Am 1. Januar 2021 fusionierte sie mit der Gemeinde Stüsslingen.

## Geographie
Rohr liegt auf 578 m ü. M., 8 km nordöstlich der Stadt Olten (Luftlinie). Das kleine Bauerndorf erstreckt sich im Solothurner Jura, in einem Talkessel im Quellgebiet des Stüsslinger Baches, am Südfuss des Passübergangs über die Schafmatt.
Die Fläche des ehemaligen, 2,3 km² grossen Gemeindegebiets umfasste einen Abschnitt des östlichen Faltenjuras, der hier einen komplizierten geologischen Bau aufweist und in verschiedene Schuppen zerlegt ist. Der Rohrer Talkessel, in dem der Stüsslinger Bach entspringt, ist fast vollständig abgeschlossen; nur gegen Süden besteht durch eine Engstelle zwischen dem Walmattberg (bis 910 m ü. M.) und dem Stellirain (781 m ü. M.) eine Verbindung mit dem Mittelland. Im Norden verlief die Grenze mehr oder weniger auf dem Jurahauptkamm, der Wasserscheide zwischen der Aare im Süden und der Ergolz im Norden. Grenzberge sind der Leutschenberg (925 m ü. M.) und die Geissflue (oberhalb der Rohrerplatte wird mit 945 m ü. M. der höchste Punkt von Rohr erreicht). Im Osten liegt die Grenze auf der Rosmaregg und der Rütflue (849 m ü. M.), die den Talkessel von Rohr vom Erzbachtal trennen. Von der Gemeindefläche entfielen 1997 6 % auf Siedlungen, 50 % auf Wald und Gehölze und 44 % auf Landwirtschaft.
Zu Rohr gehörten einige Einzelhöfe. Nachbargemeinden waren Erlinsbach, Stüsslingen und Lostorf im Kanton Solothurn sowie Zeglingen und Oltingen im Kanton Basel-Landschaft.

## Bevölkerung
Mit 91 Einwohnern (Stand 31. Dezember 2018) gehörte Rohr zu den kleinsten Gemeinden des Kantons Solothurn. Von den Bewohnern sind 96,4 % deutschsprachig, 2,7 % englischsprachig und 0,9 % sprechen Polnisch (Stand 2000). Die Bevölkerungszahl belief sich 1850 auf 195 Einwohner, 1900 noch auf 120 Einwohner. Im Verlauf des 20. Jahrhunderts pendelte die Bevölkerungszahl bis 1970 stets im Bereich zwischen 100 und 125 Personen. Danach wurde bis 1980 eine Bevölkerungsabnahme auf 84 Einwohner verzeichnet.

## Wirtschaft
Rohr lebt noch heute von der Landwirtschaft, insbesondere von der Milchwirtschaft und der Viehzucht. Daneben gibt es auch etwas Ackerbau und Obstbau. Ausserhalb des primären Sektors sind nur sehr wenige Arbeitsplätze vorhanden. Kleinere Gewerbe- und Industriezonen sind vor allem im Gebiet des Schachen entstanden. Einige Erwerbstätige sind auch Wegpendler, die hauptsächlich in den Regionen Olten und Aarau arbeiten.

## Verkehr
Die Ortschaft liegt weit abseits der grösseren Durchgangsstrassen an einer Verbindungsstrasse von Stüsslingen über den Schafmattpass nach Oltingen. Durch eine Buslinie der BOGG (Busbetrieb Olten Gösgen Gäu), die zu gewissen Tageszeiten die Strecke von Olten nach Rohr bedient, ist das Dorf an das Netz des öffentlichen Verkehrs angebunden.

## Geschichte
Die erste urkundliche Erwähnung des Ortes erfolgte bereits 1022 unter dem Namen Rore. Der Ortsname geht auf das althochdeutsche Wort ror (Schilfrohr, Röhricht) zurück.
Der Schafmattpass hatte früher, im Gegensatz zu heute, eine wesentlich grössere Bedeutung als Juraübergang zwischen der Region Basel und dem Mittelland. Auch ein Pilgerweg zum Kloster Einsiedeln führte über den Pass. Seit dem Mittelalter unterstand Rohr der Herrschaft Gösgen, die 1458 von Solothurn erworben wurde. Das Dorf wurde darauf der Vogtei Gösgen zugeordnet. Nach dem Zusammenbruch des Ancien Régime (1798) gehörte Rohr während der Helvetik zum Verwaltungsbezirk Solothurn und ab 1803 zum Bezirk Gösgen.

## Sehenswürdigkeiten
Die Kapelle Sankt Ulrich wurde vermutlich im 12. oder 13. Jahrhundert vom Kloster Einsiedeln gestiftet. Ihre heutige Gestalt erhielt die Kapelle beim Neubau im 17. Jahrhundert. Sie enthält eine spätgotische Muttergottesstatue und ein Kruzifix von 1668.

## Bilder

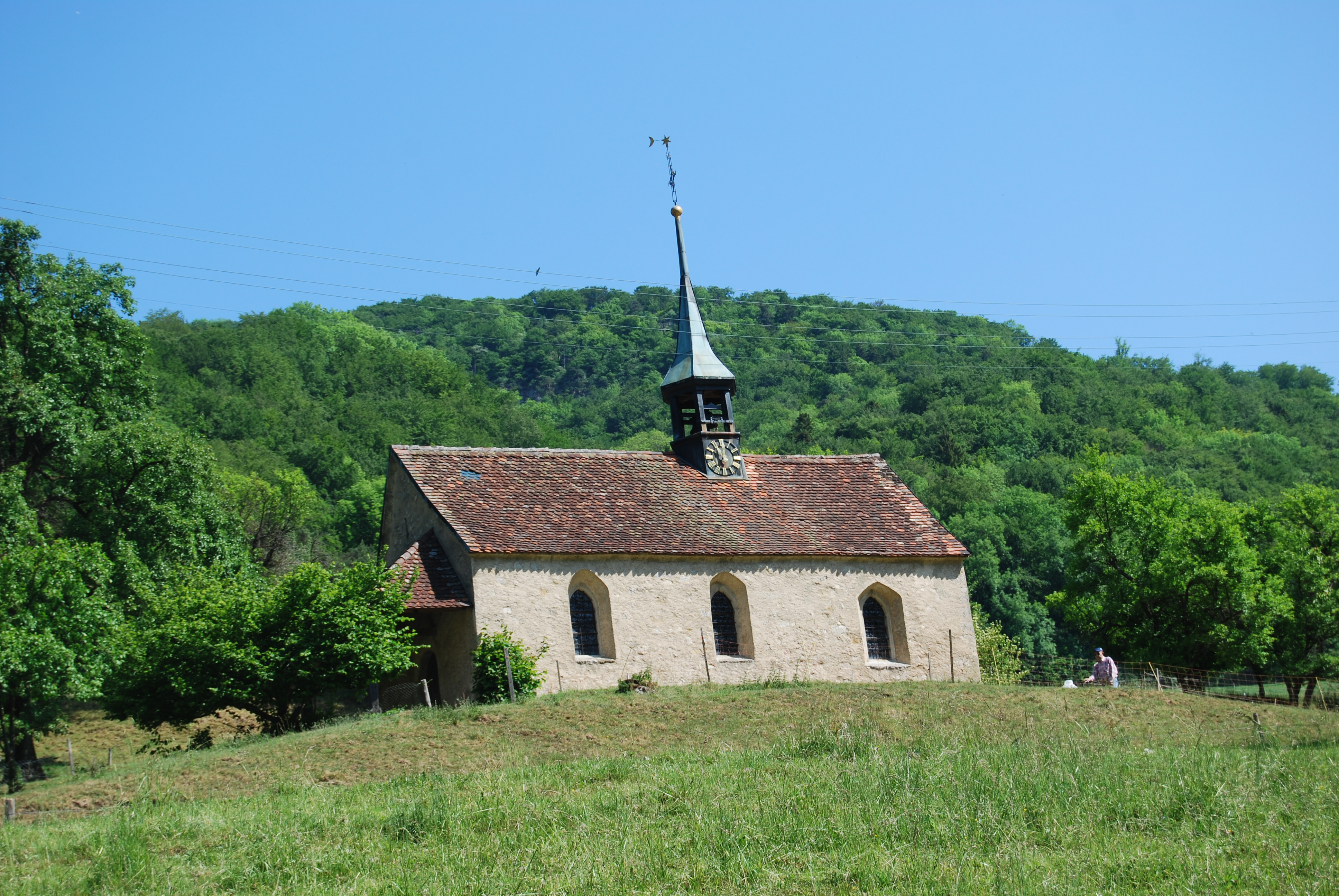
Pilgerkapelle St. Ulrich
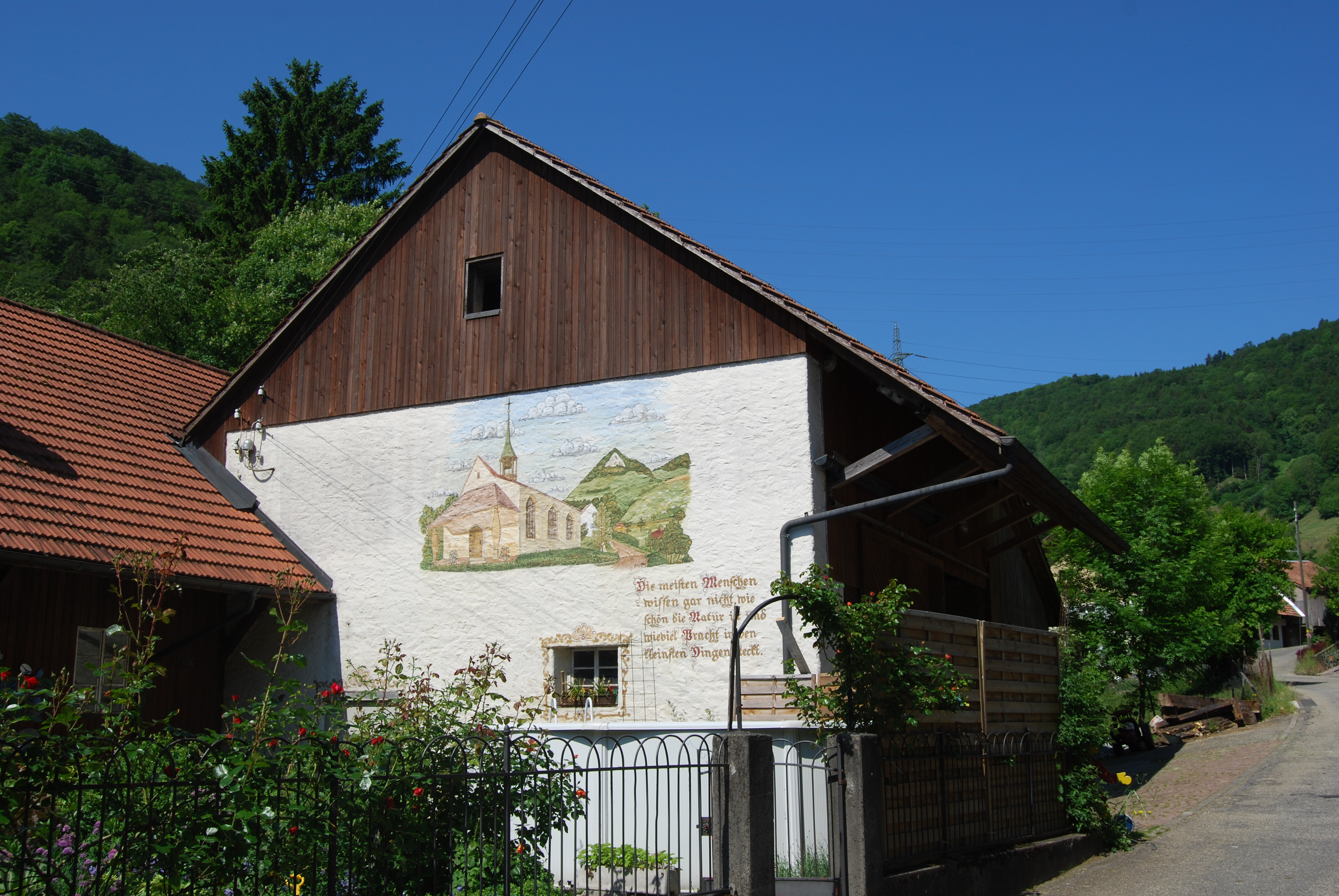
Bauernhaus mit Gemälde der Kapelle im Zentrum von Rohr
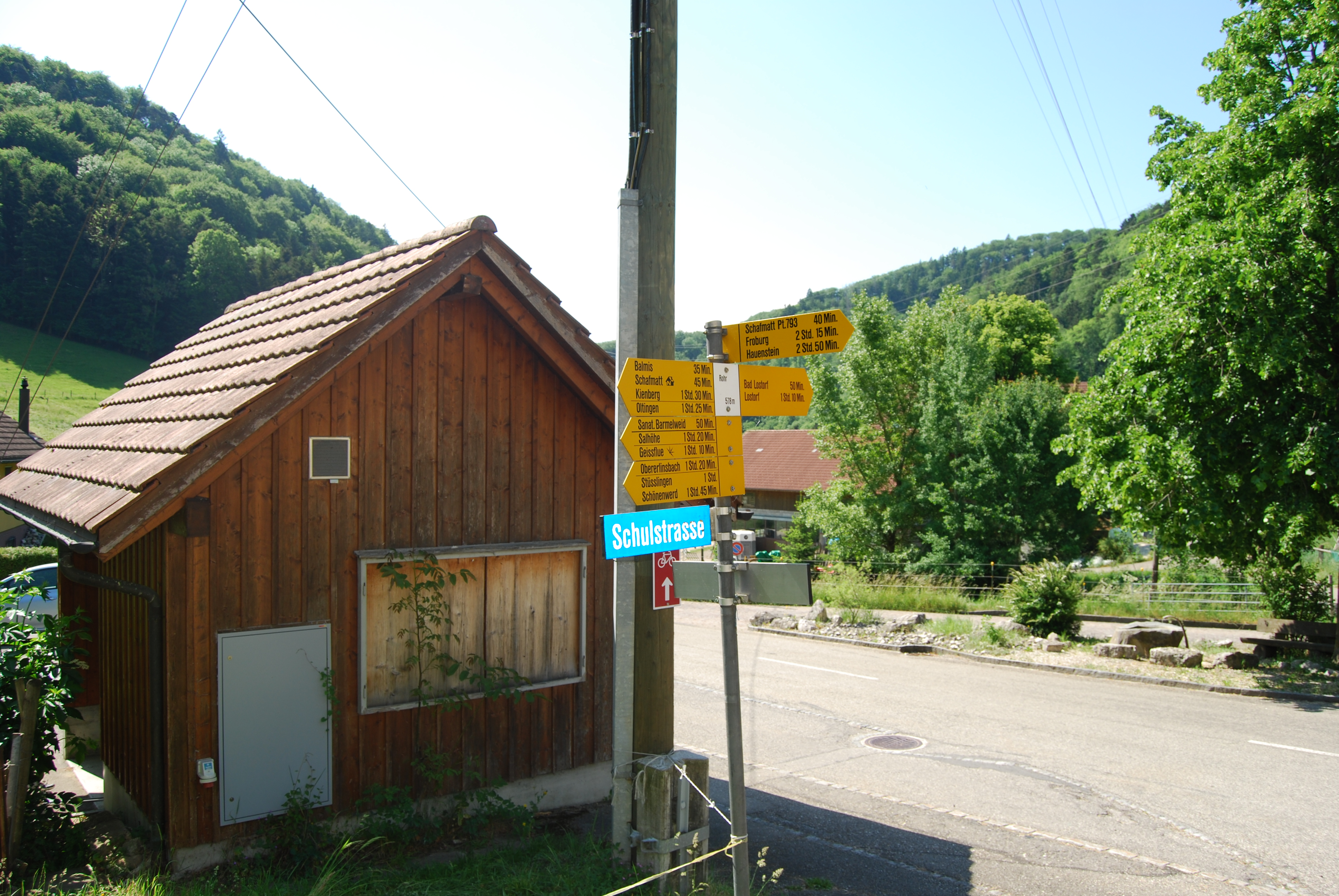
Bushaltestelle und Wegweiser
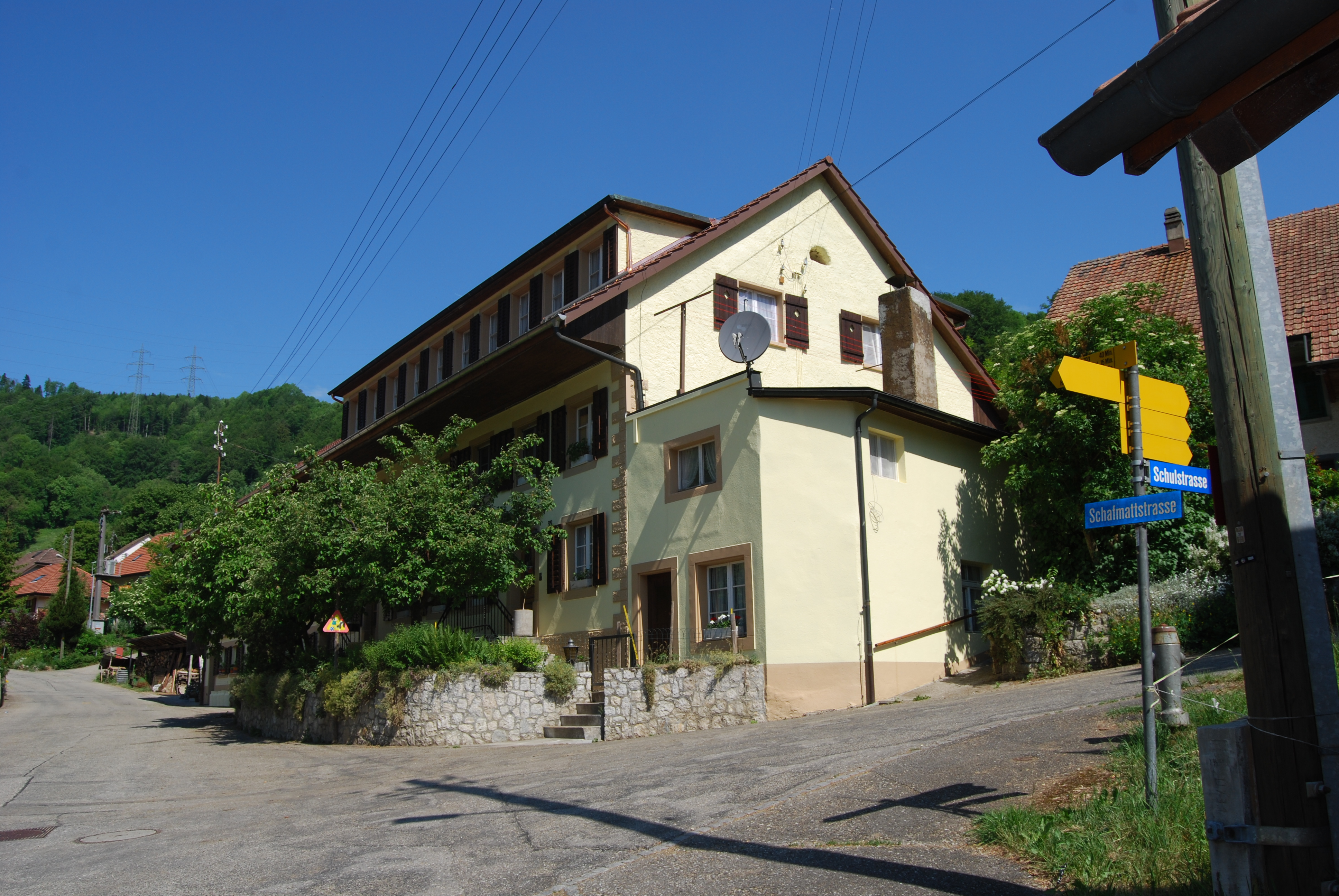
Wohnhaus im Dorfzentrum

## Wappen
Blasonierung
In Gelb auf grünem Dreiberg schwarzes Hauszeichen, rechts beseitet von grünem dreiblättrigem Kleeblatt; links oben vierblättrige rote Rose mit gelbem Butzen und grünen Kelchblättern